# Internationaler Studentenausweis

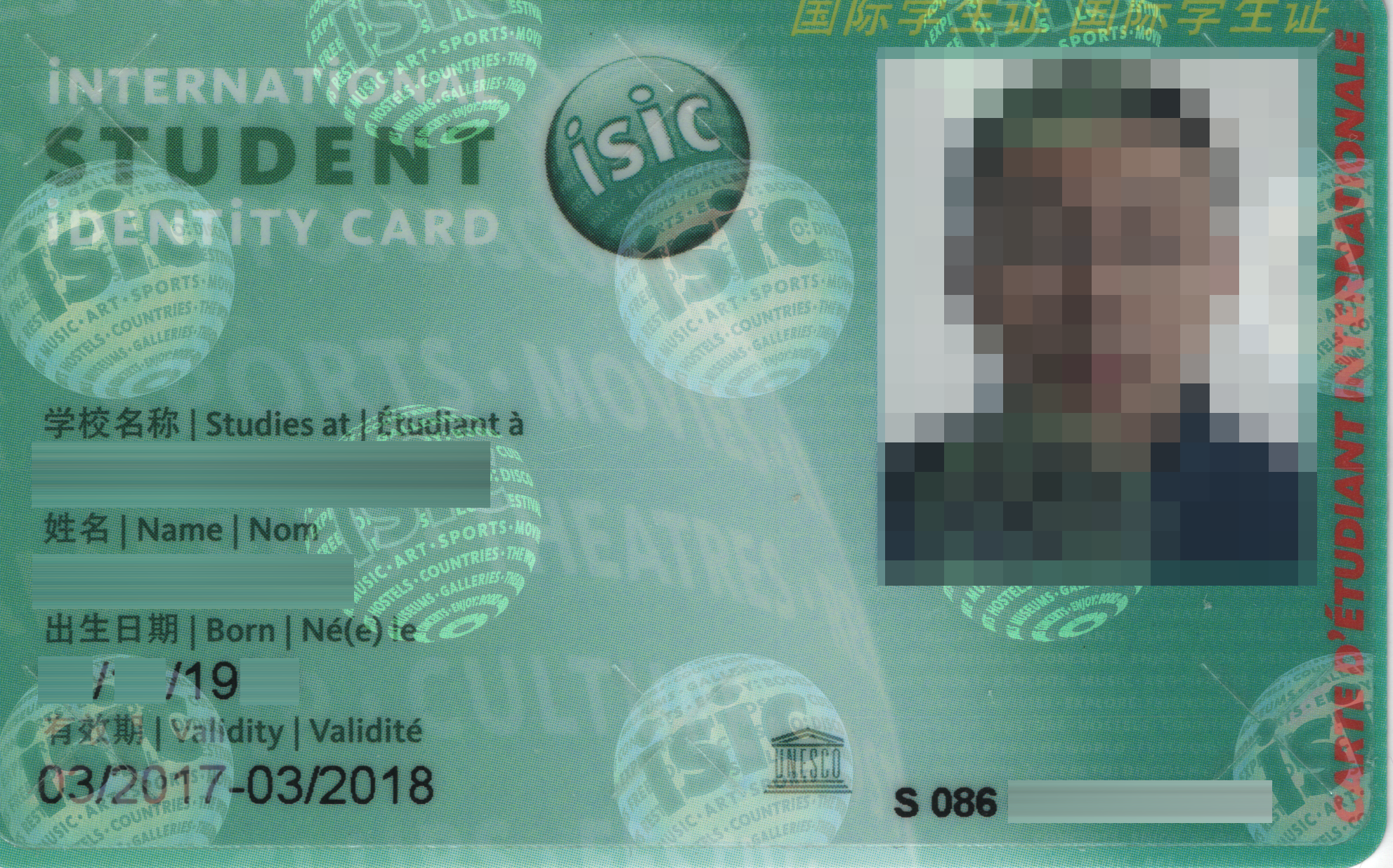
Internationaler Studentenausweis, 2017 in China ausgestellt

Der Internationale Studentenausweis (englisch: International Student Identity Card; ISIC) wird seit 1968 von der ISIC Association herausgegeben, einer Non-Profit-Organisation der Reisebranche, eines Zusammenschlusses unter dem Dach der International Student Travel Confederation (ISTC), in der sich weltweit etwa 70 auf Schüler- und Studentenreisen spezialisierte Reiseunternehmen gemeinsam organisiert haben. Im Jahr 2006 hat sich die ISTC mit der Federation of International Youth Travel Organizations (FIYTO) zu dem Gesamtverband World Youth & Student Educational Travel Confederation (WYSETC) zusammengeschlossen. Die ISIC Association ist eine der acht Unterverbände der WYSETC. Die Aussteller versprechen den Karteninhabern zahlreiche Vergünstigungen in gegenwärtig 120 Ländern (Stand: 2012) – von ermäßigten Flügen über verbilligte Unterkünfte, bis hin zum ermäßigten Eintritt in Museen und Theater. Neben der ISIC gibt es für Jugendliche bis 30 Jahre die IYTC (International Youth Travel Card) und für Lehrer die ITIC (International Teacher Identity Card), welche nahezu identisch ebenfalls über Organisationen der ISIC Association ausgestellt werden.
Die ISIC ist ab der Ausstellung ein Jahr gültig, wobei der beantragte Monat auch im Folgejahr gültig ist (= 13 Monate).
Eine relativ neue Entwicklung ist die ISIC App für iOS und Android, die die eigentlich physische Karte nun virtuell zur Verfügung stellt und sie um Funktionen wie die Suche nach Rabatt gewährenden Stellen in der Nähe erweitert.

## Bedeutung
Der Internationale Studentenausweis erlaubt den Zugang zu speziell den Karteninhabern vorbehaltenen Leistungen der in der ISIC Association beteiligten Reiseunternehmen und ihrer Partner. Bei allen anderen Stellen mit allgemein gewährten Ermäßigungen (insbesondere Eintrittsgeldern) ist jedoch grundsätzlich der reguläre Ausweis einer Bildungseinrichtung vorzulegen. Der Nutzen der ISIC liegt dort allenfalls in ihrem hohen internationalen Bekanntheitsgrad. Die völlig uneinheitliche Gestaltung von Schüler- und Studentenausweisen erschwert eine Prüfung auf Echtheit so erheblich, dass gelegentlich – vor allem im Ausland – lieber auf die korrekte Prüfung des Studentenstatus durch die Aussteller der ISIC vertraut wird, als auf die eigene Beurteilung.
Die ISIC ist folglich eher als Mitgliedskarte in einem Rabattsystem zu betrachten. Sie ist kein amtlicher Ausweis, obwohl ihre Benennung und die Eigenwerbung („… der einzige Nachweis des Studierendenstatus, der weltweit anerkannt wird“) eine Assoziation mit behördlichen Ausweisen nahelegt. Zwar genießt die ISIC weitreichende Unterstützung von staatlichen und überstaatlichen Stellen, so trägt sie beispielsweise auch das Logo der UNESCO. Ihre Anerkennung liegt jedoch mangels einheitlicher behördlicher Legitimation regelmäßig im Ermessen der jeweiligen Stelle, bei welcher sie im Einzelfall vorgelegt wird. Es besteht grundsätzlich kein Anspruch auf Anerkennung.

## Voraussetzungen
Gegen eine Gebühr von € 18,- in Deutschland und Österreich bzw. Fr. 20.– in der Schweiz können Schüler und Studenten die ISIC erwerben. Einige deutsche und Schweizer Hochschulen geben die ISIC regulär an ihre Studenten aus.
Um eine ISIC zu beantragen, muss eine der folgenden Voraussetzungen erfüllt sein:
- Der Besuch einer Schule der Sekundarstufe (Hauptschulen, Realschulen, Gymnasien, Gesamtschulen ab der fünften Klasse, Berufsschulen, Handelsschulen und berufsbildende Schulen). Hierbei gilt ein Mindestalter von zwölf Jahren.
- Der vollzeitliche Besuch einer Hochschule oder Akademie, die einen Abschluss mit akademischem Grad ermöglicht. Der Mindestaufenthalt am Lehrinstitut muss sechs Monate betragen. Hier gibt es keine Altersbeschränkung.

Da der Internationale Studentenausweis eine Ausweiskarte ist, verfügt er über ein biometrisches Lichtbild des Students (3,5 × 4,5 cm groß).
Als Nachweis gilt eine aktuelle Immatrikulationsbescheinigung bzw. ein Schülerausweis.